# Caldera de Taburiente
Článek o národním parku je pod Národní park Caldera de Taburiente.
Caldera de Taburiente je název starší neaktivní sopky, nacházející se na severní straně ostrova La Palma, který patří ke Kanárským ostrovům. Sopka je součástí národního parku Parque nacional de la Caldera de Taburiente.

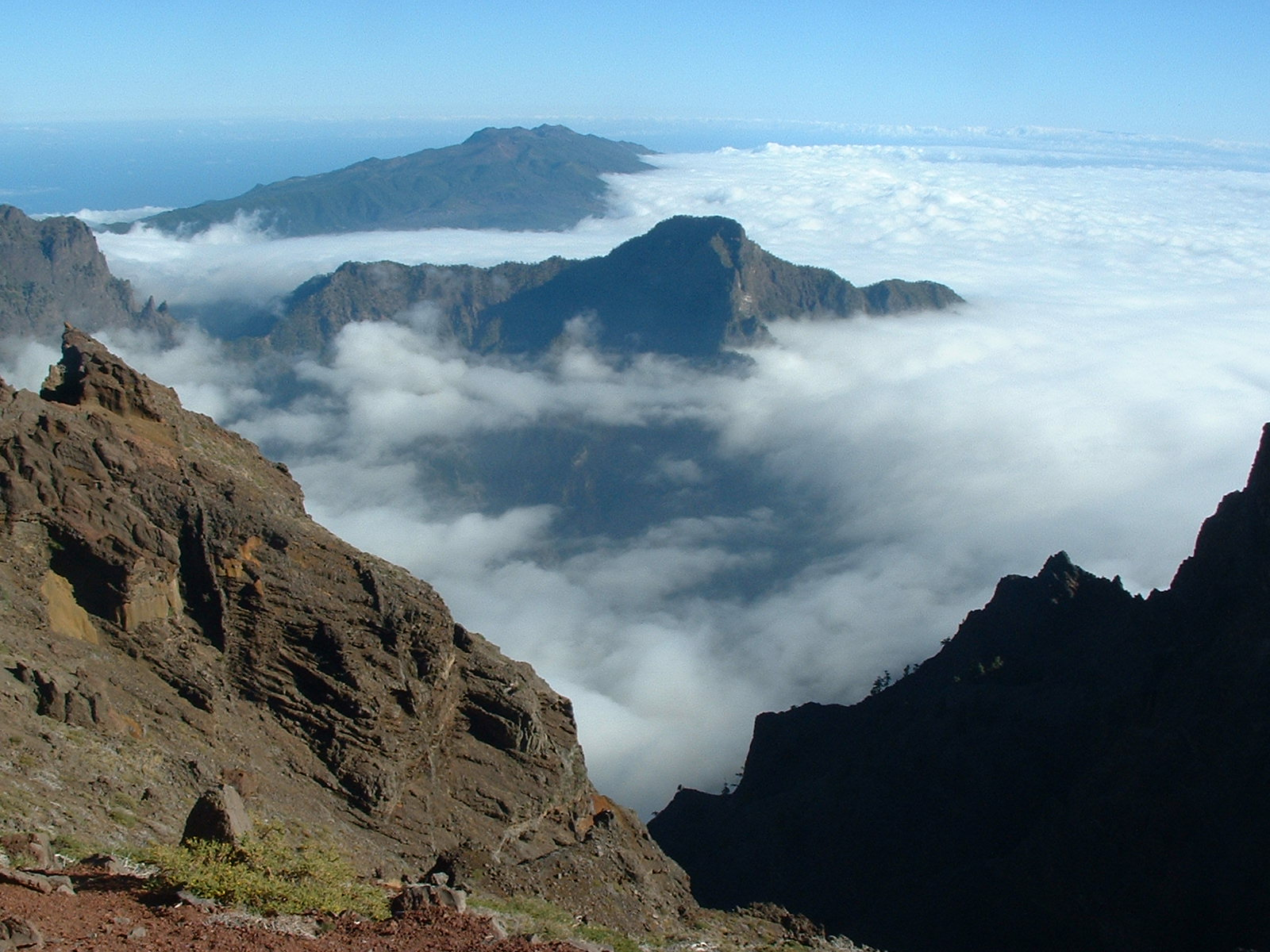
Caldera de Taburiente.

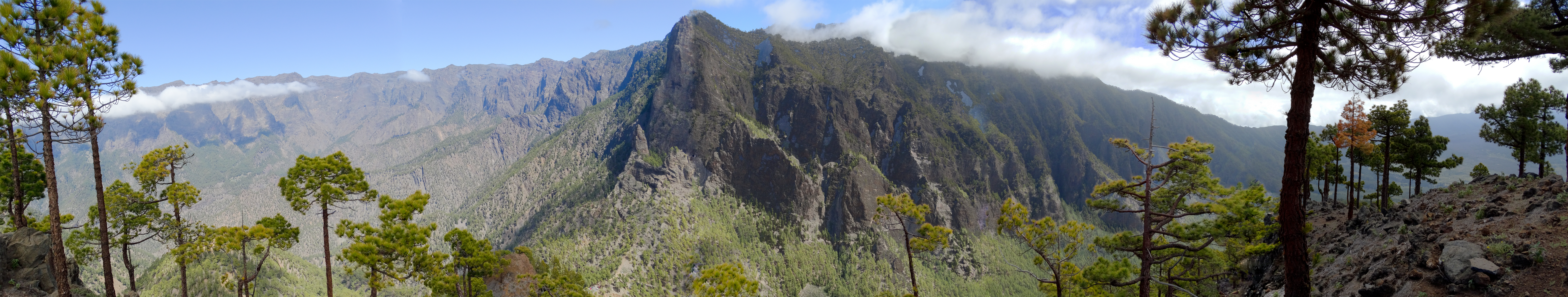
Caldera de Taburiente.

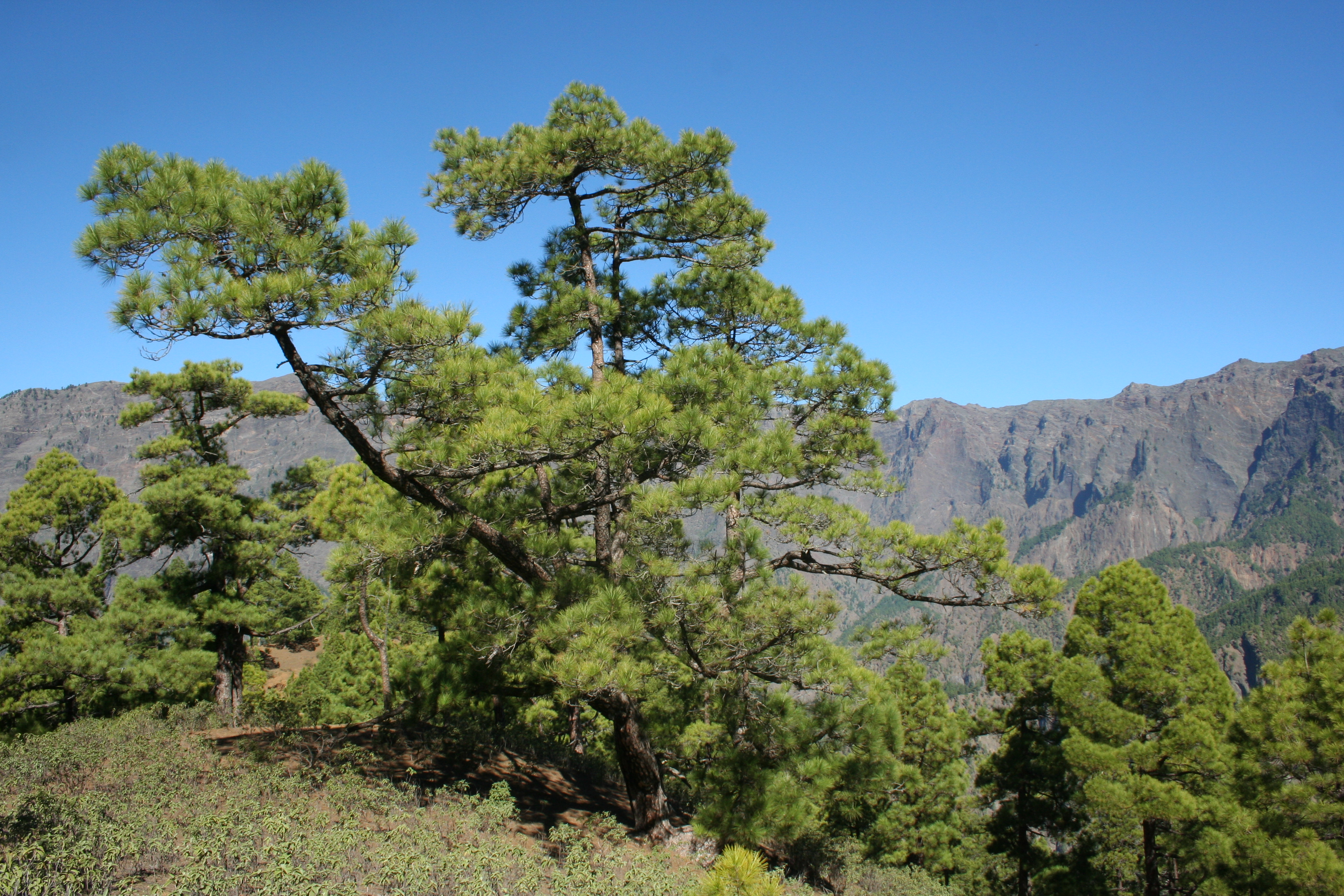
Pinus canariensis. Caldera de Taburiente.

Stáří kaldery se odhaduje na 2 mil. let, vznikla na základech staršího štítového vulkánu. Výsledný tvar Caldera de Taburiente nebyl výsledkem vulkanismu, ale erozivní činnosti v kráteru sopky. V rámci kaldery se později vyvinul mladší ale již neaktivní stratovulkán.